# Austropop

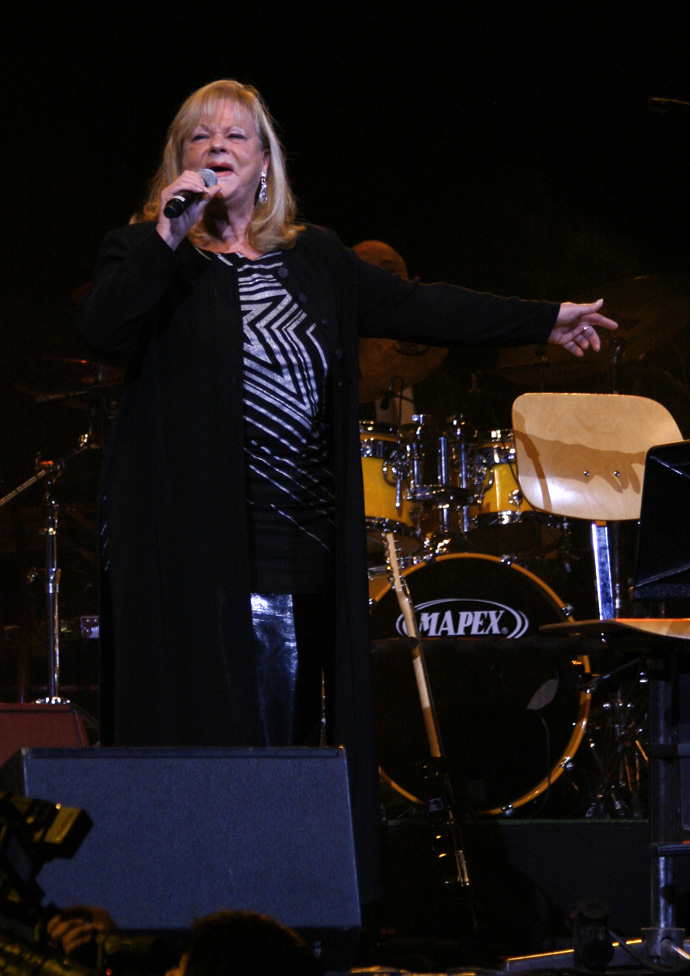
Marianne Mendt (2008).

L'Austropop est, depuis la fin des années 1960, un terme populaire désignant la musique pop ayant émergé en Autriche. La musique pop dont les paroles sont en allemand autrichien est habituellement appelée Austropop.
L'Austropop ne se limite pas à un genre musical particulier ; sa nature commerciale le font s'étendre du hip-hop au rock alternatif, ce dernier étant parfois mélangé à quelques éléments de musique folklorique autrichienne. Parmi les plus célèbres praticiens d'Austropop : Falco, Wolfgang Ambros, Georg Danzer, Rainhard Fendrich et DJ Ötzi.